# An der Fuhr

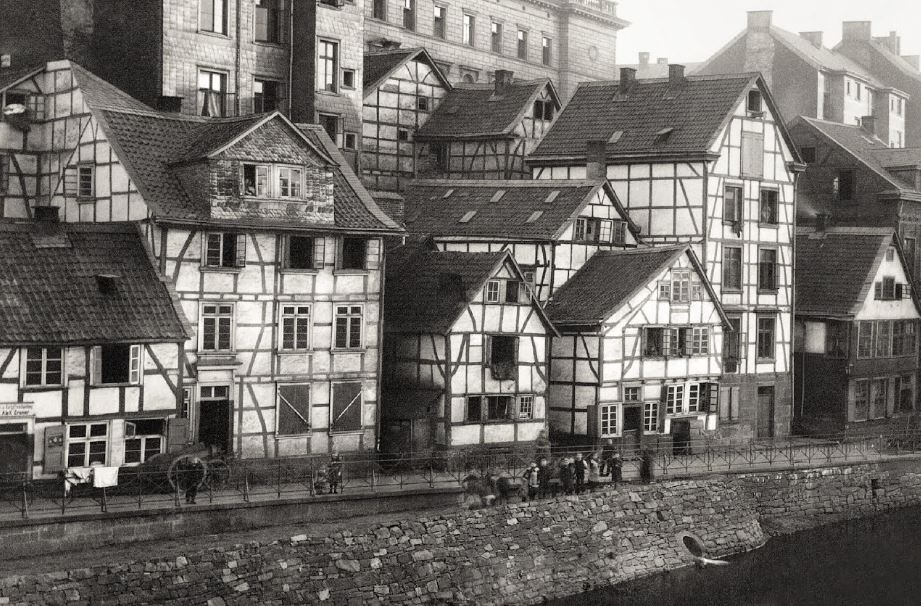
Die Fuhr in Elberfeld, Anfang der 1880er Jahre

An der Fuhr war im 19. Jahrhundert ein Elendsviertel am Rand des historischen Stadtkerns der Stadt Elberfeld, am südlichen Ufer der Wupper. Das Gelände ist inzwischen komplett überbaut.

## Lagebeschreibung

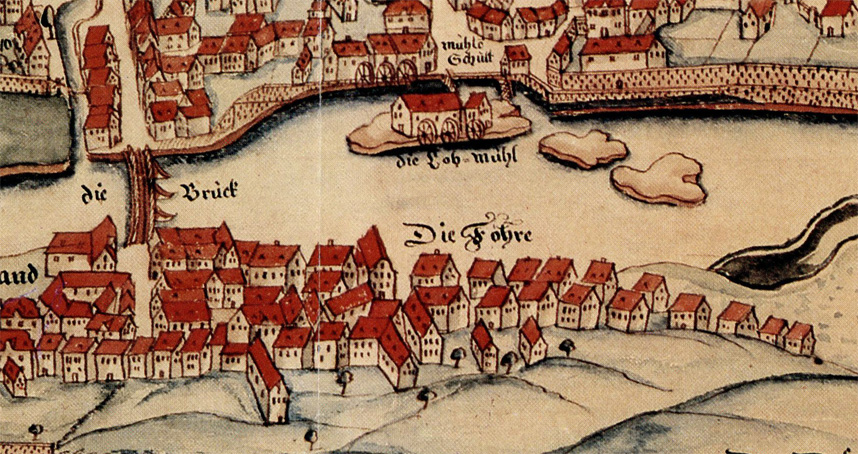
Die Fohre auf einer gezeichneten Stadtansicht Elberfelds aus dem Jahr 1771

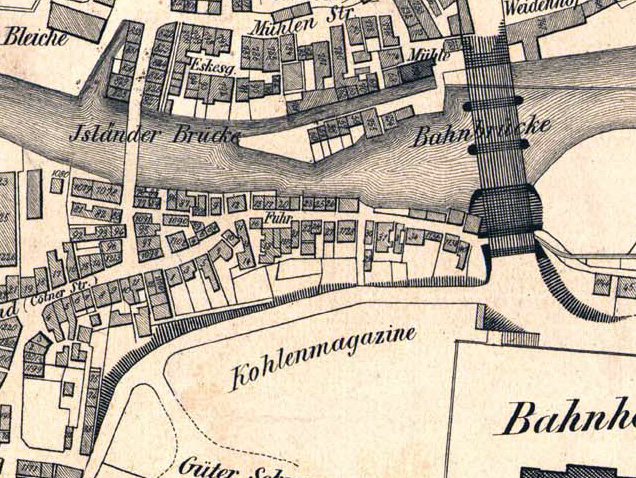
Karte der Straße Fuhr 1849 kurz nach Eröffnung des Elberfelder Hauptbahnhofs

Das Viertel An der Fuhr war durchzogen von der ehemaligen Fuhrstraße und lag unmittelbar am linken, südlichen Wupperufer, unterhalb des Verwaltungsgebäudes der Reichsbahndirektion Elberfeld (die spätere Bundesbahndirektion). 
Es war über eine Furt und später über die Isländer Brücke und von der Alten Freiheit aus zugänglich.
1841 erreichte die Strecke der Düsseldorf-Elberfelder Eisenbahn-Gesellschaft oberhalb der Fuhr ihren vorläufigen Endpunkt Döppersberg. 
1848 wurde das Bahnhofsgebäude eröffnet. Die Eisenbahndirektion gleich neben dem Bahnhof wurde 1875 bezogen und bildete über Jahrzehnte einen starken Kontrast zu den heruntergekommenen Fachwerkhäusern, die zu ihren Füßen an der Fuhr standen.

## Geschichte

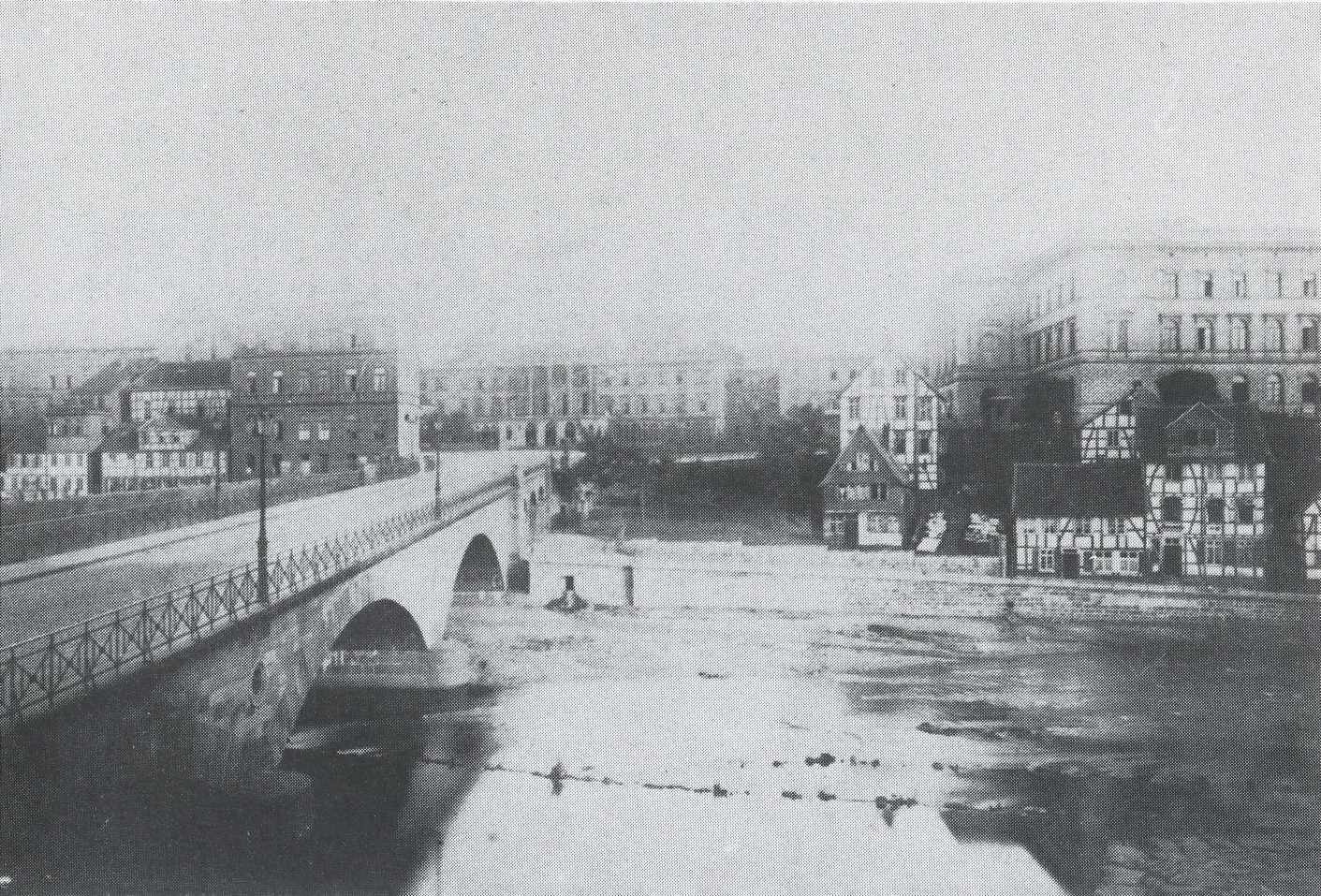
Döppersberger Brücke um 1870. Rechts die Fuhr unterhalb der Eisenbahndirektion

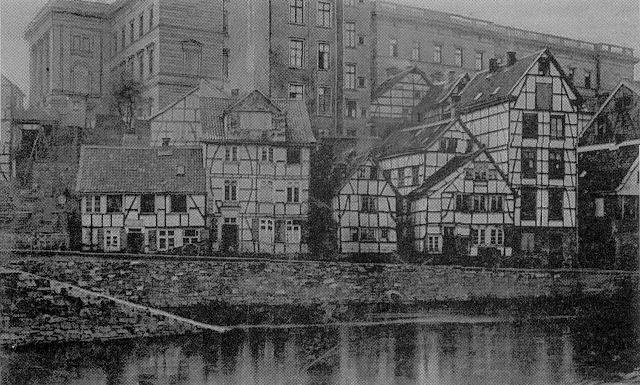
Die Fuhr, 1887. Im Hintergrund die Eisenbahndirektion Elberfeld

Bereits im 18. Jahrhundert bildeten sich außerhalb des historischen Stadtkerns neben dem nahen Island (ehemaliges Viertel auf dem Gelände, das heute zwischen dem Wilhelm-Dörpfeld-Gymnasium und der Sparkassen-Hauptverwaltung liegt) und an der weiter nördlich gelegenen Bachstraße (heute die Gathe) auch in dem damals noch die Fohre genannten Bereich langsam Elendsquartiere heraus.
Durch den wirtschaftlichen Aufschwung, den Elberfeld im Verlauf der beginnenden Industrialisierung nahm, zogen immer mehr Menschen ins Tal der Wupper, denen nicht ausreichend Unterkunft gewährt werden konnte. Im winkeligen Armenviertel An der Fuhr siedelten sich meist textilverarbeitende Handwerker an. Das wachsende Proletariat lebte und arbeitete unter katastrophalen hygienischen und sich immer weiter verschärfenden Elendsbedingungen in dunklen und feuchten Wohnquartieren mit dicht gedrängt und verschachtelt stehenden schmalen, mehrstöckigen Fachwerkhäusern, ständig bedroht vom Hochwasser der Wupper, Bränden oder Seuchen.
Schlafgänger, die sich mit anderen gegen geringe Miete stundenweise ein Bett in fremder Wohnung teilten – vorzugsweise funktionierte das bei Schichtarbeitern –, war eine der übelsten Erscheinungen der Wohnungsnot. Der Missionsinspektor Friedrich Fabri sah Ende der 1840er Jahre den „Aufbau eines überfüllten Hauses, der einem schlechten Stalle glich, (in einem kleinen Raum) zehn Personen beiderlei Geschlechts und verschiedenen Alters in einem Bett mit Lumpen bedeckt“. Nach 1850 ließ die Industrialisierung die Bevölkerungszahl in Elberfeld und im benachbarten Barmen geradezu explodieren. Wurden in Elberfeld 1810 noch 18.783 Einwohner gezählt, so waren es im Jahr 1850 bereits 47.131, im Jahr 1900 dann 156.963 Personen. Die sozialen Probleme des Pauperismus verstärkten sich, „die alten Häuser am Fluß verkamen immer mehr zu schlimmen Elendshöhlen, und es drängten sich in den zum Teil winzigen Behausungen bis zu sechzehn Personen“.
Die Behörden registrierten zwar die katastrophalen Wohnverhältnisse, fanden aber keine Abhilfe. Das Elberfelder System der ehrenamtlichen Armenfürsorge stieß an die Grenzen seiner Leistungsfähigkeit. Eine zeitgenössische Beschreibung Elberfelds streifte die Fuhr auch nur kurz: „Wir kehren aber zum Island zurück, besehen uns die am Ende desselben in der Richtung nach der Wallstraße liegende massiv gebaute Isländer Brücke, durchschreiten dann rasch die Fuhr, eine enge, nicht im besten Renomée stehende Straße, und gelangen aus dieser zu der Wupperbrücke am Döppersberg.“

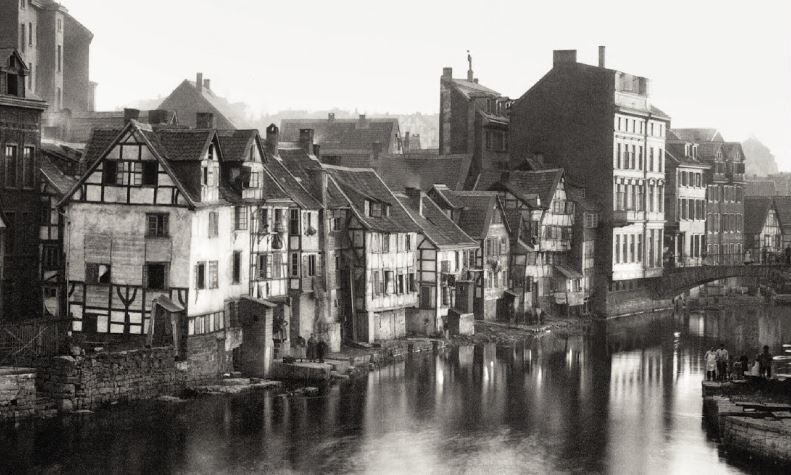
An der Fuhr, Anfang der 1880er Jahre, Blickrichtung in den weiteren westlichen Verlauf

1858 waren der Cholera im Tal der Wupper über 800 Menschen zum Opfer gefallen. Die Jahre 1866/67 gingen als „Seuchenjahre“ in die Stadtgeschichte ein, als eine weitere Choleraepidemie beinahe 1000 Todesopfer forderte. Hiervon waren besonders die Elberfelder Armenviertel betroffen. Das beengte Wohnen, das verschmutzte Trinkwasser, die mangelhafte Abwasserentsorgung – die Wupper mutierte zur Kloake – und Abfallgruben in unmittelbarer Wohnungsnähe waren die Folgen eines chaotischen Urbanisierungsprozesses.

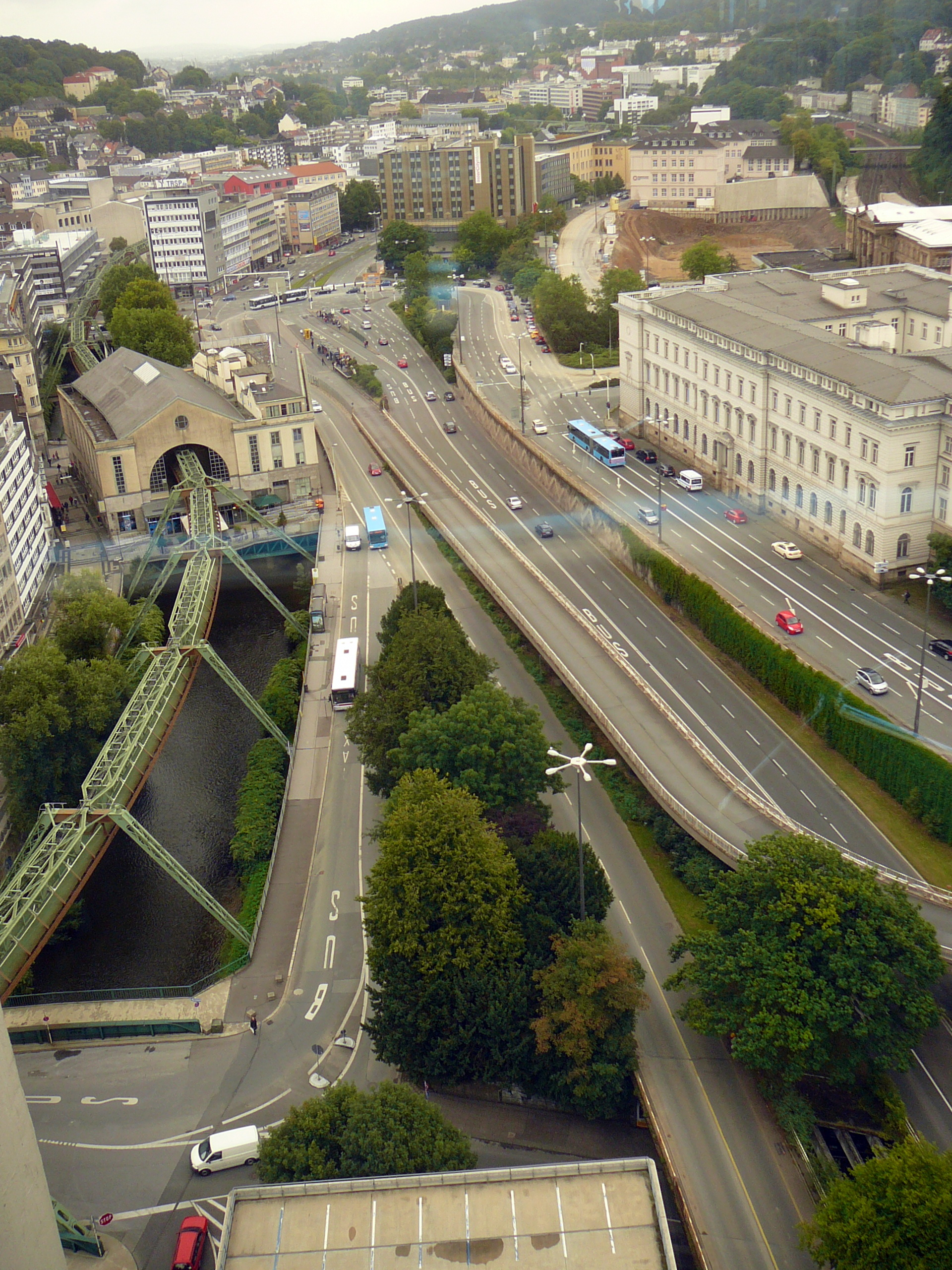
Blick vom Sparkassenturm 2012, rechts im Bild das Bahndirektionsgebäude, links die Wupper

Die Fuhr entwickelte sich in den Folgejahren immer mehr zu einer berüchtigten Bordellstraße, in der sich von Zuhältern bezahlte Kinder und die Polizei einen „Aufpasserkrieg“ lieferten. Polizeiberichte beschreiben drastisch die Zustände und nennen eine stets wachsende Zahl der „Winkelbordelle“.
Am Westrand des Döppersbergs wurden ab 1885 weite Teile der alten Fuhr abgerissen und 1886/87 die Neue Fuhrstraße angelegt, mit modernen Miets- und Geschäftshäusern. Die in diesen Jahren geschaffene Situation am Döppersberg mit Bahnhofsvorplatz und Brausenwerther Platz blieb in seiner baulichen Struktur bis 1943 im Wesentlichen unverändert.

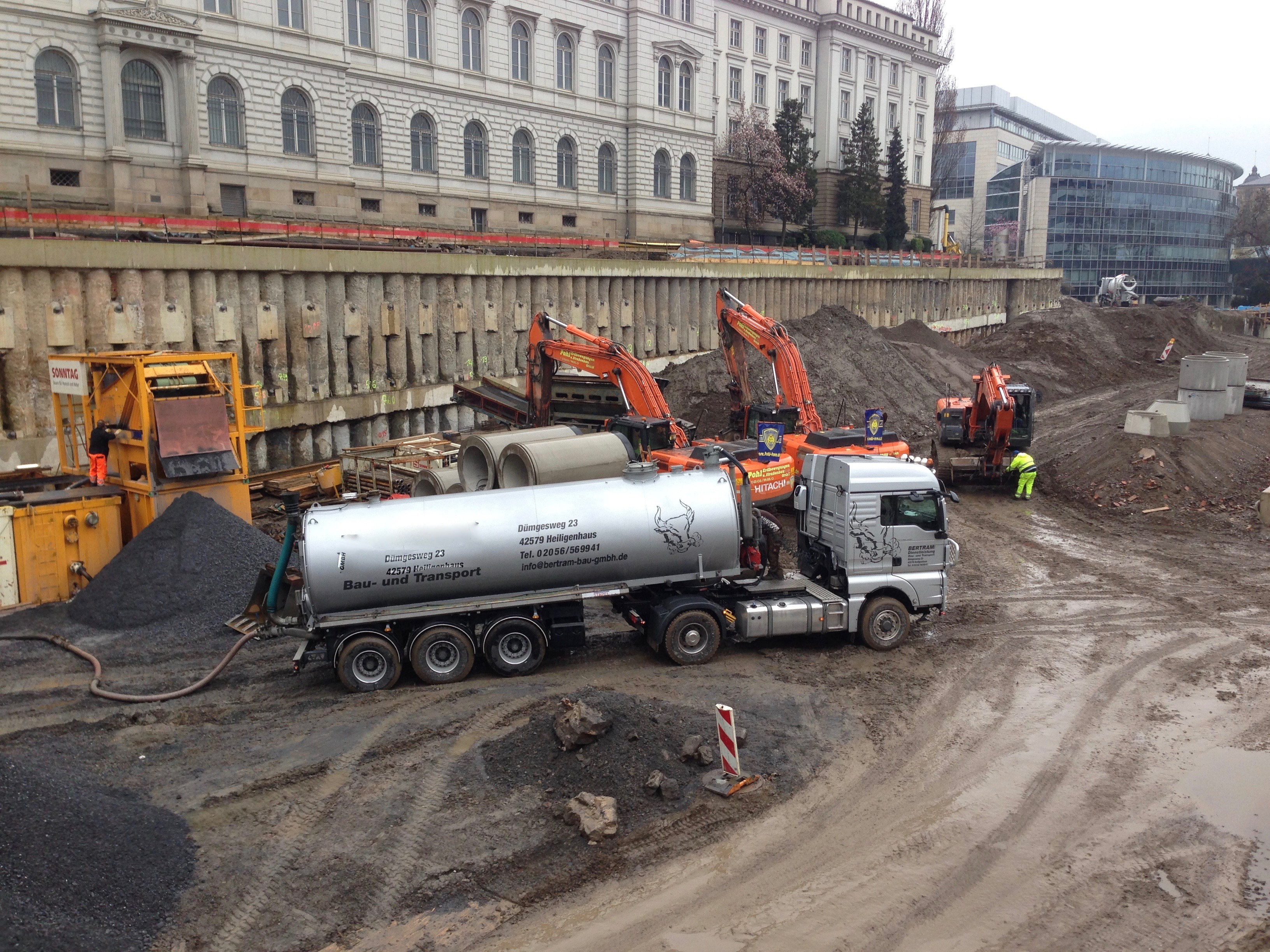
Umbau der Bundesstraße 7 im Bereich der ehemaligen Fuhr, 2016. Links im Bild das Bahndirektionsgebäude

Spätestens zum Besuch von Kaiser Wilhelm II. im Jahr 1900 entwickelte sich in Elberfeld das Anliegen, den verbleibenden schändlichen Anblick aus dem Zentrum zu verbannen und dort mit viel Kapital neue Architektur zu errichten. So entstand 1906 am Islandufer das prachtvolle Thalia-Theater. Die völlige Zerstörung der Viertels 1943 durch den Luftangriff auf Elberfeld im Zweiten Weltkrieg kam seinem geplanten Abriss zuvor.
1947 fasste der Wuppertaler Stadtrat den Beschluss, die Bundesstraße 7 im Bereich des Döppersbergs den erwarteten verkehrlichen Anforderungen entsprechend auszubauen. 1955 begannen die Arbeiten zur Überbauung der ehemaligen Fuhrstraße; 1965 wurde der neue Verkehrsknotenpunkt am Döppersberg fertiggestellt.
Im Zuge eines neuerlichen Umbaus des Bereiches am Döppersberg hat der Hauptbahnhof mit dem Bahnhofsvorplatz bis 2018 ein neues Gesicht erhalten. Hierzu wurde die Bundesstraße 7 im Bereich der ehemaligen Fuhr zwischen den beiden künftigen Knotenpunkten Bahnhofstraße und Morianstraße abgesenkt und mit einer den Bahnhofsvorplatz und die Alte Freiheit verbindenden Geschäftsbrücke überbaut.

## Literarische Verarbeitung
Der Schriftsteller Otto Hausmann, selbst An der Fuhr aufgewachsen, verarbeitete seine Kindheit in dem Mundartepos Mina Knallenfalls.